# 부탄 표준시

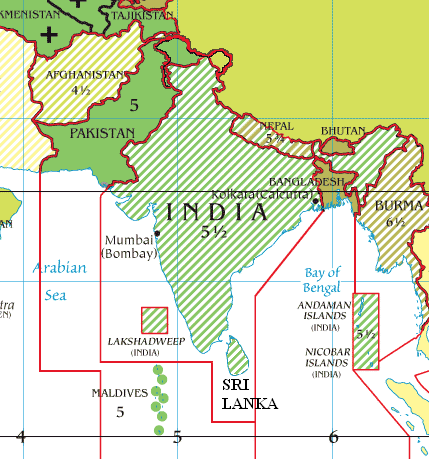
BTT와 주변 국가와의 관계.

부탄의 시간(Bhutan Time, BTT)은 부탄의 시간대이다. 협정 세계시 기준 +6:00 시간(UTC+6)이다. 부탄은 일광 절약 시간제를 준수하지 않는다.

## IANA 시간대 데이터베이스
IANA 시간대 데이터베이스는 파일 zone.tab 안에 부탄을 위한 하나의 시간대를 포함하고 있으며, 그 이름은 Asia/Thimphu이다.

## 같이 보기
- 방글라데시 표준시